# Live from the Underground
Live from the Underground — дебютний студійний альбом американського репера Big K.R.I.T., виданий 5 червня 2012 р. лейблом Def Jam Recordings. Платівка дебютувала на 5-ій сходинці чарту Billboard 200 з результатом у 41 тис. проданих копій за перший тиждень. Станом на серпень 2012 р. на території США наклад становив 83 тис.

## Список пісень
Усі треки спродюсував Big K.R.I.T.
| #   | Назва                                                       | Автор                                                | Тривалість |
| --- | ----------------------------------------------------------- | ---------------------------------------------------- | ---------- |
| 1.  | «LFU300MA» (Intro)                                          | Джастін Скотт                                        | 2:13       |
| 2.  | «Live from the Underground»                                 | Скотт                                                | 3:40       |
| 3.  | «Cool 2 Be Southern»                                        | Скотт                                                | 3:22       |
| 4.  | «I Got This»                                                | Скотт, Віллі Гатч                                    | 3:22       |
| 5.  | «Money on the Floor» (з участю 8Ball & MJG та 2 Chainz)     | Скотт, Марлон Ґудвін, Премро Сміт, Тогід Еппс        | 4:07       |
| 6.  | «What U Mean» (з участю Ludacris)                           | Скотт, Крістофер Бріджес                             | 3:56       |
| 7.  | «My Sub (Pt. 2: The Jackin')»                               | Скотт                                                | 4:11       |
| 8.  | «Don't Let Me Down»                                         | Скотт                                                | 2:57       |
| 9.  | «Porchlight» (з участю Anthony Hamilton)                    | Скотт, Ентоні Гамілтон, Рональд Лапрід, Лайонел Річі | 3:48       |
| 10. | «Pull Up» (з участю Big Sant та Bun B)                      | Скотт, Бернард Фрімен, Сент Ґетрайт                  | 4:01       |
| 11. | «Yeah Dats Me»                                              | Скотт, Боббі Вомак                                   | 3:25       |
| 12. | «Hydroplaning» (з участю Devin the Dude)                    | Скотт, Девін Коупленд                                | 4:01       |
| 13. | «If I Fall» (з участю Melanie Fiona)                        | Скотт                                                | 2:56       |
| 14. | «Rich Dad, Poor Dad»                                        | Скотт                                                | 3:06       |
| 15. | «Praying Man» (з участю B.B. King)                          | Скотт                                                | 4:21       |
| 16. | «Live from the Underground (Reprise)» (з участю Ms. Linnie) | Скотт                                                | 4:53       |

Примітки
- «I Got This» містить семпл з «Theme of Foxy Brown» у вик. Віллі Гатча
- «My Sub (Pt. 2: The Jackin')» містить семпл з «Last Night a DJ Saved My Life» у вик. Indeep
- «Porchlight» містить семпл з «Say Yeah» у вик. Commodores
- «Yeah Dats Me» містить семпл з «Across 110th Street» у вик. Боббі Вомака та Peace

## Учасники
- Ян Аллен, Вол С. Девіс III, Антуанетта Тротман, Ніколь Вискорко — бізнес-аґенти
- Ерік Бейлі — оформлення, ілюстрації
- Кріс Беллман — мастеринг
- Big K.R.I.T., Ральф Качіуррі — звукоінженери, зведення
- Ерік Бісґаєр, Кріс Ебберт, Алекс Еремін, Джеймс Кенґ, Браян Кі — асистенти звукоінженера
- Майк Браун — запис вокалу
- Ліса Д. Брансон, Марк Таверн — A&R
- Стівен Дефіно, Тай Лінзі — дизайн-продюсери
- Андре Дріцца, Джейсон Кінґсленд — звукоінженери
- Таша Еванс, Тоні Хайтауер, Крістал Голі, Марджорі Джейкобс, Такара Робертс, Va$htie, Ламар Вільямс — бек-вокал
- Тіна Ґуо — віолончель
- Кейон Гаррольд — флюгельгорн, труба
- Майк Гартнетт — бас-гітара, гітара
- Біллі Г'юм — звукоінженер, гітара, зведення
- Мартін Кірнс — клавішні
- Бі Бі Кінг — вокал, гітара
- Пет Посстлвейт — бас-гітара
- Кеті Родрігез-Гаррольд — альт-саксофон, тенор-саксофон
- Sha Money XL, Джонні Шайпс — A&R, виконавчі продюсери
- DJ Воллі Спаркс — A&R, скретчі, вокал
- Steve-O — маркетинг
- Том Вулф — губна гармоніка